# Serralunga di Crea
Serralunga di Crea – miejscowość i gmina we Włoszech, w regionie Piemont, w prowincji Alessandria. Ośrodek kultu maryjnego - sanktuarium Sacro Monte di Crea.
Według danych na styczeń 2010 gminę zamieszkiwało 588 osób przy gęstości zaludnienia 66,9 os./1 km².